# Чжоу Цзецюн
Чжоу Цзецюн (кит. 周洁琼), корейское имя – Чу Гёльгён (кор. 주결경, ; род. 16 декабря 1998 года, более известная как Кёлькён) – китайская певица. Является бывшей участницей гёрл-группы Pristin, а также её саб-юнита Pristin V.

## Биография
Чжоу Цзецюн родилась 16 декабря 1998 года в уезде Тяньтай городского округа Тайчжоу, Китай. Она посещала аффилированную среднюю школу в Шанхайской Музыкальной Консерватории, где училась играть на пипе. В 2009 году была замечена представителями Pledis Entertainment на кастинге в Шанхае, после чего переехала в Южную Корею. В 2017 году окончила школу изобразительных искусств в Сеуле.

### 2015−16:Produce 101и дебют в I.O.I
В конце 2015 года развлекательный телеканал Mnet, один из крупнейших в Корее, решил запустить собственное шоу на выживание, получившее название «Подготовка 101» (англ. Produce 101). Ранее в том же году руководство работало над аналогичным проектом с Пак Чин Ёном, и в результате была сформирована гёрл-группа TWICE. Основной целью шоу было из 101 трейни 46 развлекательных корейских компаний выбрать 11 лучших, которые в итоге дебютируют в составе временной женской группы. Pledis Entertainment заявил сразу 7 участниц: Наён, Кёлькён, Сиён, Йебин (Рена), Минкён (Роа), Кёнвон (Юха) и Ыну. Пятеро были исключены, и в состав финальной группы попали лишь Наён и Кёлькён. Кёлькён заняла 6 место, набрав 218 338 голосов телезрителей. Дебют I.O.I состоялся 4 мая того же года с мини-альбомом Chrysalis.

### 2017−2019: Расформирование I.O.I и Pristin
17 января 2017 года I.O.I выпустили свой финальный сингл «Downpour», одним из авторов текста которого стал Уджи из Seventeen, участие в написании также приняли Наён и Кёлькён. Позже закрылось официальное фан-кафе, и 22 января группа провела свои первый и последний концерт в полном составе, после чего каждая участница вернулась в своё агентство. Уже весной того же года, 21 марта Наён и Кёлькён, а также другие ранее участвующие в шоу трейни Pledis дебютировали в гёрл-группе Pristin. Кёлькён заняла позиции вокалистки и главного танцора.
В начале 2018 года Чжоу стала танцевальным наставником китайского реалити-шоу «Айдол продюсер» (англ. Idol Producer). 28 мая состоялся дебют первого официального саб-юнита Pristin – Pristin V, в состав которого вошли Наён, Кёлькён, Роа, Ыну, Юха и Рена 24 мая 2019 года Pledis Entertainment подтвердили расформирование группы после двух лет существования. Все участницы, за исключением Кёлькён, Сонён и Йеханы расторгли свои контракты с агентством.
14 февраля 2020 года, после премьеры сериала «Мисс правда», Кёлькён выпустила OST для шоу «小 窃喜» и «天籁».Кёлькён сыграет главную роль в китайском телесериале «Wuxia Legend of Fei» в 2020 году.

## Фильмография

### Телесериалы
| Год  | Название      | Роль       | Русское название роли | Телеканал | Примечание          | Ссылка |
| ---- | ------------- | ---------- | --------------------- | --------- | ------------------- | ------ |
| 2020 | Miss Truth    | 大唐女法医 | Ран Ян                | Youku     | Главная роль        | [ 20 ] |
| 2020 | Legend of Fei | 有翡       | Ли Янь                | Hunan TV  | Второстепенная роль | [ 19 ] |

### Реалити-шоу
| Год  | Название              | Канал          | Примечания             |
| ---- | --------------------- | -------------- | ---------------------- |
| 2016 | Produce 101           | Mnet           | Участница              |
| 2017 | Думая о своём биасе   | MBC            | Участница              |
| 2017 | Сумасшедший гардероб  | Jiangsu TV     | Участница              |
| 2018 | Айдол продюсер        | iQiyi          | Танцевальный наставник |
| 2019 | Love Timing           | 喜欢你, 我也是 |                        |
| 2020 | King of Masked Dancer | Jiangsu TV     | Участница              |